# Трајни маркер
Трајни маркер или неизбрисиви маркер је врста оловке која се користи за стварање трајног или полутрајног писања на објекту.

## Опис
Генерално, мастило за трајне маркере садржи главни растварач носача, глицерид, пиролидон, смолу и боју,  што га чини водоотпорним . Може да пише на различитим површинама од папира преко метала до камена. Долазе у различитим величинама врхова (ултра фини до широки), облицима (врх длета, врх метка и широка чекиња) и бојама (метални или реактивни на ултраљубичасто зрачење).
Већина маркера има раствараче на бази алкохола. Други типови, који се називају маркери за боје, садрже испарљива органска једињења која испаравају да би осушили мастило, и слични су боји у спреју. Због тога што су растварачи као што су толуен и ксилен често присутни у трајним маркерима, они имају потенцијал за злоупотребу као рекреативна дрога .

## Апликације

### Опште намене
Трајни маркери се користе за писање на металу, пластици, керамици, дрвету, камену, картону итд. Међутим, ознака коју они праве је полутрајна на неким површинама. Већина мастила за трајне маркере може се избрисати са неких пластичних површина (као што су полипропилен и тефлон) уз мали притисак трљања. Могу се користити на обичном папиру, али мастило има тенденцију да процури и постане видљиво на другој страни.

### Употреба у микроскопији
Поред тога што се користе за обележавање микроскопских плочица, трајни маркери се могу користити за негативно бојење бактеријског узорка. То значи да је позадина обојена маркером, али бактерије нису. Бактерије се могу видети јер су необојене (светлије) док је позадина обојена (тамнија). 

## Уклањање
Трајни маркери се углавном користе на тврдим, непорозним површинама, јер уместо бојења формирају површински слој који се, упркос свом називу, може уклонити чишћењем под високим притиском, разређивачима боје или органским растварачима као што су ацетон, ксилен или толуен. Када се користе у затвореном простору, изопропил алкохол, етанол и етил ацетат су пожељна средства за чишћење, јер су њихове паре много мање опасне од толуена и ксилена, главних компоненти разређивача боје, или угљоводоника са дужим ланцем који се налазе у минералним шпиритијама. Други уобичајени неполарни растварачи укључују бензен, терпентин и друге терпене (који чине етерична уља многих биљака са јаким мирисом), већину етра, хлороформа и дихлорометан, угљоводонична горива и диацетон алкохол, између многих других. Многи од ових растварача су токсични, канцерогени или запаљиви и треба их користити само уз одговарајућу вентилацију.
Већина марки маркера "ОЛФА" лако се брише средством за скидање лака за нокте без ацетона, врсте која садржи етил ацетат, релативно нетоксични органски растварач.
Трајни маркер се такође може уклонити цртањем преко њега маркером за суво брисање на непорозним површинама као што је табла,  пошто маркери за суво брисање такође садрже неполарни растварач. Већина раствора за чишћење плоча са сувим брисањем такође садржи ефикасне органске раствараче као што је 2-бутоксиетанол за уклањање пигмента.

## Закони
Због њиховог потенцијала да се користе за вандализам, неки локалитети, као што су Флорида, Калифорнија, Њујорк и Бервин, Илиноис, имају законе против поседовања трајних маркера у јавности и забрањују продају истих малолетницима .